# Edrick Montague Bastyan
Sir Edrick Montague Bastyan, britanski general, * 1903, † 1980.